# Supermarket (film)
Supermarket – polski thriller z 2012 roku w reżyserii Macieja Żaka. 
Zdjęcia do filmu powstały w Warszawie i w Piasecznie.

## Treść
Film ma charakter retrospekcji, odtwarzającej wydarzenia dramatycznego wieczoru sylwestrowego w pewnym supermarkecie, w którym doszło do tragedii. Powracający do domu z żoną jubiler Michał Warecki decyduje się tam wstąpić na szybkie zakupy. Młody ochroniarz Himek, zatrudniony przez swego ojczyma i nieustannie przez niego poniżany, chcąc wykazać się na służbie, spostrzega Wareckiego konsumującego niezapłacony batonik i powiadamia o podejrzeniu sklepowej kradzieży. Jubiler zatrzymany i przesłuchiwany na zapleczu w biurze ochrony, jest psychicznie maltretowany i nakłaniany, by przyznał się, iż jest złodziejem. W odruchu desperacji mężczyzna próbuje siłą uwolnić od prześladowców i wydostać z supermarketu na parking, gdzie czeka na niego zaniepokojona żona. Zostaje pobity i skuty kajdankami, a jego desperackie działanie potraktowane jest jako potwierdzenie winy. W dalszej kolejności ochroniarze oskarżają go o kradzież brakującego akumulatora i brutalnymi metodami usiłują wymusić przyznanie. Przerażony rozwojem sytuacji Himek chce naprawić skutki swego pochopnego działania i w sprzyjającej chwili uwalnia Wareckiego ułatwiając mu ucieczkę. Jubiler nigdy jednak nie opuszcza budynku i nie dociera do oczekującej go żony, która wreszcie w rozpaczy wzywa policję. Poszukiwania prowadzone na zapleczu supermarketu ujawniają w końcu zwłoki zamordowanego jubilera. Manipulacja bezwzględnego i brutalnego szefa ochrony doprowadza do tego, że oskarżonym o to zabójstwo staje się Himek.  Aresztowany chłopak, który wie, iż za całą tragedię faktycznie odpowiedzialny jest jego despotyczny i brutalny ojczym, podejmuje w więzieniu próbę samobójstwa…

## Obsada
- Mikołaj Roznerski − jako Himek
- Marian Dziędziel − jako szef ochrony Jaśmiński
- Tomasz Sapryk − jako jubiler Michał Warecki
- Izabela Kuna − jako Bogusia, żona Michała
- Justyna Schneider − jako kasjerka Kasia
- Wojciech Zieliński − jako ochroniarz Jarzyna
- Mateusz Janicki − jako ochroniarz „Nerwus”
- Przemysław Bluszcz − jako kierownik supermarketu
- Maciej Łuczkowski(inne języki) − jako ochroniarz Madeja
- Robert Wabich − jako kierownik Warchulak
- Sławomira Łozińska − jako Wanda, matka Himka
- Marcin Stec − jako sklepowy złodziej
- Adam Hutyra − jako sierżant Nowak